# Прапор Сокологірська
Пра́пор Сокологірська — прапор міста Сокологірськ Луганської області. Затверджений 3 серпня 2005 року рішенням № 34/7 сесії міської ради.

## Опис
Прямокутне полотнище із співвідношенням сторін 2:3 складається з трьох рівновеликих горизонтальних смуг блакитного, жовтого і червоного кольорів. У центрі полотнища п'ять жовтих гранованих чотирипроменевих зірок, покладених в вигляді вістря: верхня - в центрі блакитної смуги, дві середні - на перетині блакитної та жовтої смуг, дві нижні - на перетині жовтої і червоної смуг.